# 伍德布法羅地區自治市
伍德布法羅地區自治市（英語：Regional Municipality of Wood Buffalo）是加拿大亞伯達省東北部一個特別自治市（specialized municipality），於1995年4月1日由麥克默里堡市和第143號改善區（Improvement District No. 143）合併而成，為亞省面積第二大的行政區劃，僅次於馬更些縣。伍德布法羅境内蘊藏油砂，近年能源業發展蓬勃，令其成為加拿大發展速度最快的工業地區之一。

## 歷史
為了更有效服務麥克默里堡及其周邊郊野地帶，亞伯達省政府於1995年4月1日將原有的麥克默里堡市和第143號改善區合併，成為伍德布法羅自治市（Municipality of Wood Buffalo），為亞省首座特別自治市。合併後的麥克默里堡改設為城市服務區（urban service area），地位據亞省的《市鎮政府法案》與市級行政區相若；伍德布法羅餘下範圍則設為郊野服務區（rural service area），地位據《市鎮政府法案》與自治區相若。此行政區劃於1996年8月14日正式改稱伍德布法羅地區自治市。
受2016年麥克默里堡森林大火影響，麥克默里堡及鄰近地區於2016年5月3日進入强制疏散令，逾8萬名居民從該帶撤離，為亞省歷來最大規模的居民疏散行動。

## 人口數據
由伍德布法羅地區自治市政府進行的2015年人口普查顯示，境内總人口為125,032，當中常駐居民佔82,724，非常駐居民則佔42,308。由加拿大統計局進行的2011年人口普查則顯示，伍德布法羅境内人口則為65,565，較2006年的51,496人上升27.3%。以該行政區的63,637.47平方（24,570.56平方英里）土地面積計算，當地2011年的人口密度為1.0每平方（2.6每平方英里）。
加拿大統計局修訂後的2006年普查數字顯示當年伍德布法羅人口為51,924，人口密度以63,342.89平方（24,456.83平方英里）土地面積計算為0.8每平方（2.1每平方英里）。2001年當地人口為41,466，人口密度以63,400.51平方（24,479.07平方英里）土地面積計算為0.7每平方（1.8每平方英里）。

### 族裔分佈
根據2006年人口普查，近11%居民聲稱自己為有色人種少數裔，逾10%居民則聲稱自己為原住民。
| 有色人種少數裔及原住民人口 | 有色人種少數裔及原住民人口 | 有色人種少數裔及原住民人口 | 有色人種少數裔及原住民人口 |
| 2006年人口普查             | 2006年人口普查             | 數目                       | 佔總人口百分比             |
| -------------------------- | -------------------------- | -------------------------- | -------------------------- |
| 有色人種少數裔 來源：      | 南亞裔                     | 1,780                      | 3.5%                       |
| 有色人種少數裔 來源：      | 華裔                       | 540                        | 1.1%                       |
| 有色人種少數裔 來源：      | 黑人                       | 720                        | 1.4%                       |
| 有色人種少數裔 來源：      | 菲律賓裔                   | 750                        | 1.5%                       |
| 有色人種少數裔 來源：      | 拉丁美裔                   | 570                        | 1.1%                       |
| 有色人種少數裔 來源：      | 阿拉伯裔                   | 710                        | 1.4%                       |
| 有色人種少數裔 來源：      | 東南亞裔                   | 130                        | 0.3%                       |
| 有色人種少數裔 來源：      | 西亞裔                     | 120                        | 0.2%                       |
| 有色人種少數裔 來源：      | 韓裔                       | 115                        | 0.2%                       |
| 有色人種少數裔 來源：      | 日裔                       | 40                         | 0.1%                       |
| 有色人種少數裔 來源：      | 其他                       | 50                         | 0.1%                       |
| 有色人種少數裔 來源：      | 多於一個少數裔             | 90                         | 0.2%                       |
| 有色人種少數裔總人口       | 有色人種少數裔總人口       | 5,615                      | 10.9%                      |
| 原住民 來源：              | 第一民族                   | 2,425                      | 4.7%                       |
| 原住民 來源：              | 梅蒂人                     | 2,535                      | 4.9%                       |
| 原住民 來源：              | 因紐特人                   | 210                        | 0.4%                       |
| 原住民總人口               | 原住民總人口               | 5,365                      | 10.4%                      |
| 白人                       | 白人                       | 40,425                     | 78.6%                      |
| 總人口                     | 總人口                     | 51,405                     | 100%                       |

### 母語
近85%居民以英語為母語，3%則以法語為母語。其他母語方面，克里語、西班牙語和阿拉伯語各佔1.2%，他加洛語和漢語族各佔0.8%，德內/奇帕維安語和烏爾都語各佔0.6%，德語則佔0.5%。

### 移民
2001-06年間有近2千名抵加新移民到伍德布法羅定居，佔當地總人口約3%。當中來自印度的約佔21%，來自巴基斯坦和菲律賓的各佔10%，來自委内瑞拉的約佔9%，來自南非的約佔8%，來自中國的約佔6%，來自哥倫比亞的則約佔3%.

## 外部連結
- 官方网站